# 真観寺 (四国中央市)
真観寺（しんかんじ）は、愛媛県四国中央市富郷町にある寺院。宗派は高野山真言宗、本尊は聖観音菩薩で、新四国曼荼羅霊場第26番札所。
御詠歌：たずね入る　心深くば　み佛に　あいなんここは　真観寺

## 概要・歴史
行基が四国巡錫の途の折、霊夢によ聖観音菩薩を刻み本尊として開基したと伝えられる。寛政年間の記録によると、当寺は牛馬安全に霊験あり、近郷の信仰を受けており、古くから、交通安全、星祭厄除祈祷祈願の寺である。裏山には新四国八十八の石仏が勧請されている。

## 交通案内
鉄道
- 四国旅客鉄道（JR四国）予讃線 伊予三島駅よりタクシーで約30分。

## 前後の札所
新四国曼荼羅霊場
25番 光厳寺-- 26番 真観寺 -- 27番 新長谷寺